# 松平家忠 (形原松平家)
松平家忠（1547年－1582年11月11日）是日本戰國時代至安土桃山時代的武將。形原松平家第5代當主。通稱紀伊守、又七郎。法名是淨雲。父親是第4代當主松平家廣。母親是於丈之方（水野忠政的女兒）。德川家康的從弟。弟弟有松平左近。正室是酒井正親的女兒。兒子有松平家信（攝津國高槻藩及下總國佐倉藩藩主）。
母親於丈之方在於大之方與松平廣忠離婚後返回實家水野氏時，一同返回水野家。

## 生平
與主家松平氏同様從屬於今川氏，弟弟左近與竹千代（後來的德川家康）一同成為人質並送到今川方。永祿3年（1560年），今川義元在桶狹間之戰中被討死，在今川氏弱化的同時，於是形原松平家與主家的松平元康（家康）一同背叛今川氏並獨立，於是左近被處刑。後來家忠成年並成為當主，跟隨家康與一向一揆戰鬥（三河一向一揆），在進攻今川方的吉田城時奮戰並獲得勝利，擊破殺死左近的小原鎮實。後來追擊至駿河，在家康攻下今川氏真逃到的掛川城時，負責護送氏真前往北條氏的領地伊豆國。在天正3年（1575年）的長篠之戰中亦有參戰並有活躍表現。於天正10年（1582年）在形原死去。